# Minet el-Beida
Minet el Beida (« le port blanc » en arabe : al-mīnā al-bayḍā, المينا البيضا) est un site archéologique de l'âge du bronze récent (seconde moitié du IIe millénaire av. J.-C.), situé en Syrie, à proximité de la ville actuelle de Lattaquié. Il correspond à l'ancienne cité de Mahadou, le port du royaume d'Ougarit, donc la capitale (l'actuel site de Ras Shamra) était située à moins d'un kilomètre vers l'intérieur des terres.

## Description

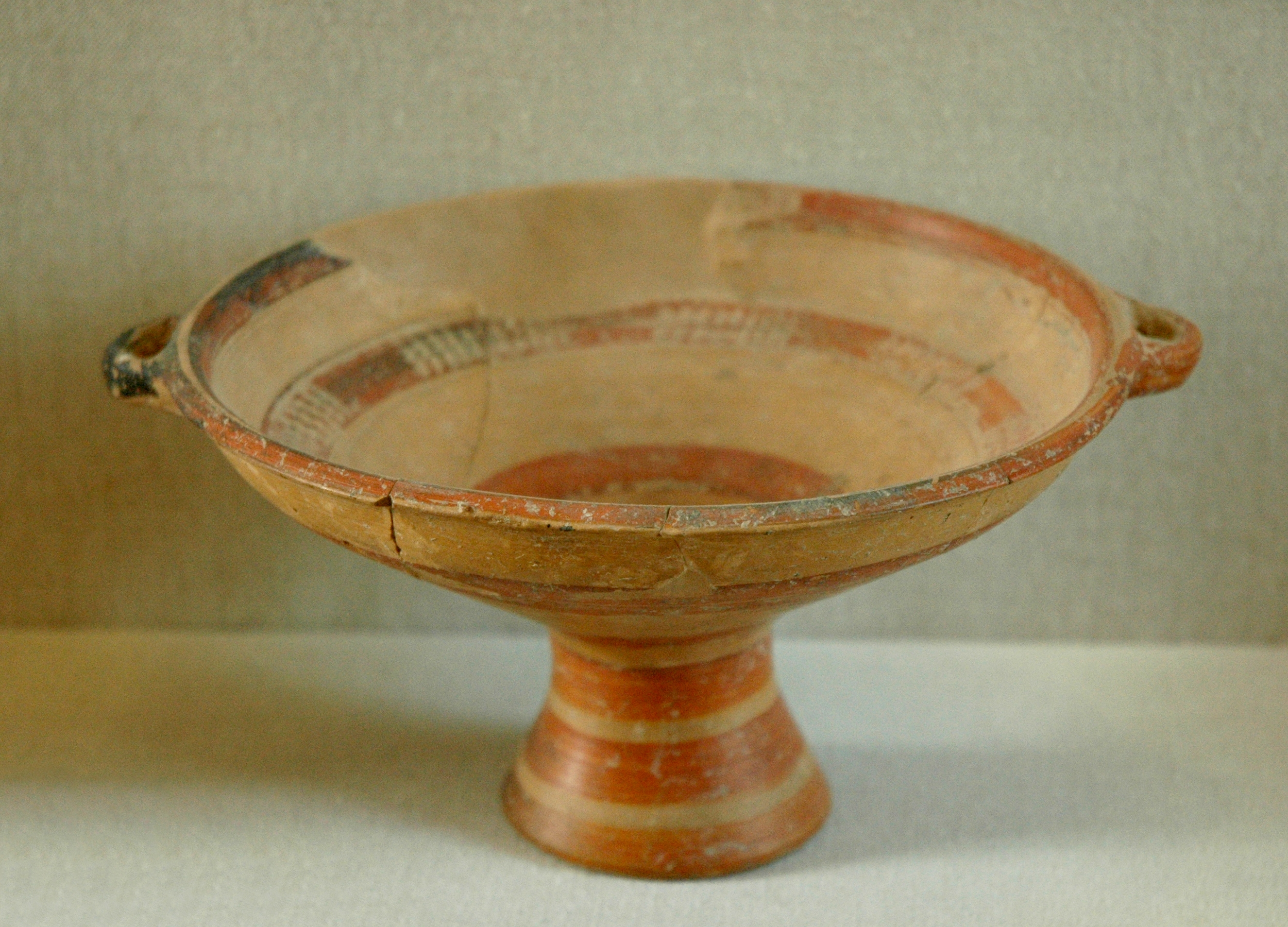
Coupe à piédestal mycénienne,. Découverte dans le cimetière de Minet el-Beida, tombe n°5. (musée du Louvre)

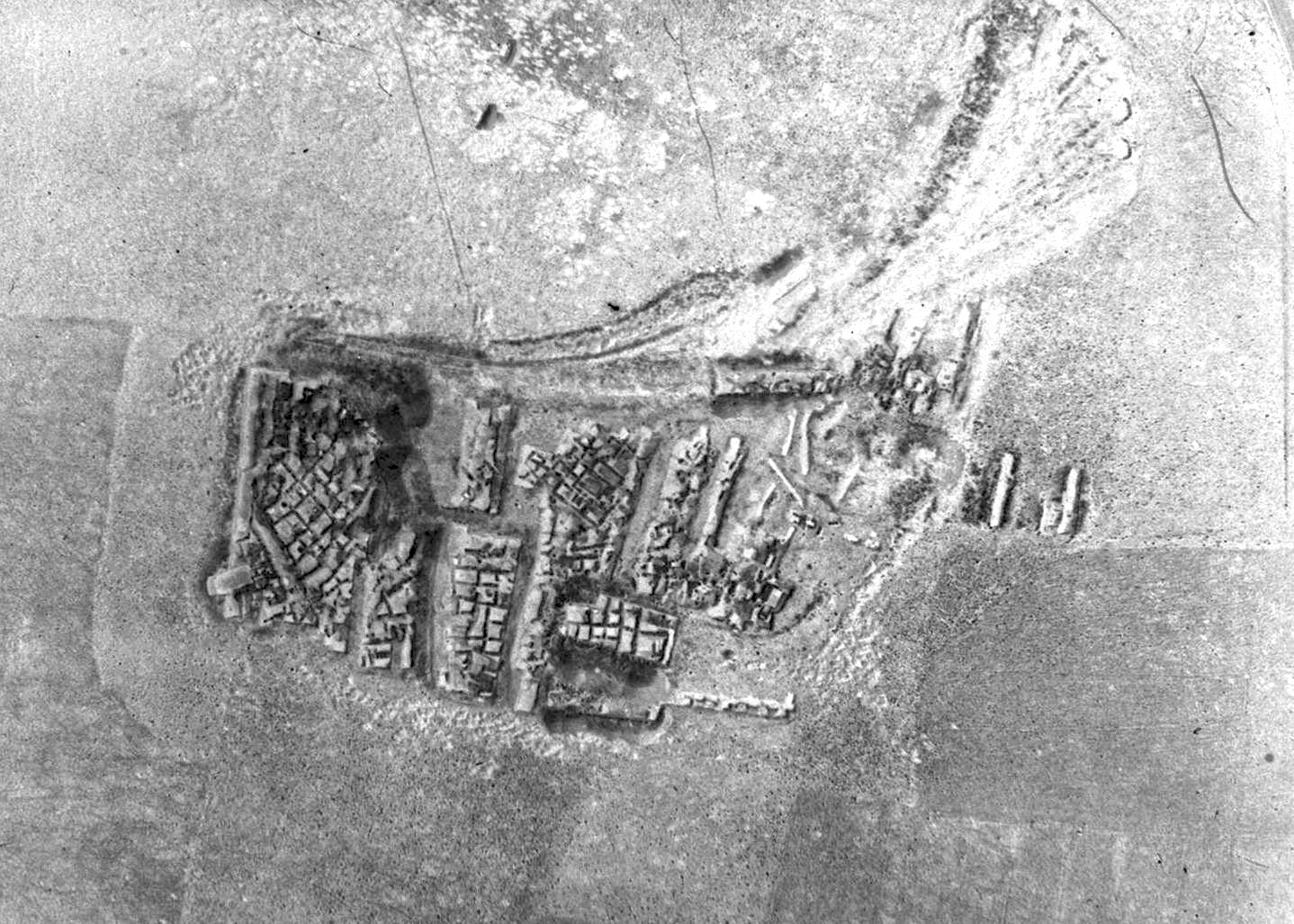
Fouilles de Minet el-Beida en 1933.

Ce site a été découvert par des agriculteurs locaux, qui mirent au jour en 1928 une tombe à chambre de l'âge du bronze final. Cette découverte tomba dans les oreilles des autorités françaises (la Syrie étant alors sous mandat de ce pays), et l'année suivante, une mission dirigée par Claude Schaeffer et Georges Chenet investissait le site. Ils ne tardèrent pas à se rendre compte de la plus grande importance du tell voisin de Ras Shamra, et Minet el Beida passa au second plan. Après guerre, l'installation d'une base navale à proximité empêcha la poursuite de fouilles.
Mahadou était le port de la ville capitale du royaume d'Ougarit, dont la vocation commerciale a été mise en évidence par les archives qui y ont été découvertes. Cela conférait donc à Mahadou une grande importance : seul port notable entre Byblos au sud et la Cilicie au nord, il s'agissait d'un débouché maritime majeur pour le commerce de l'intérieur des terres, très animé en raison de la proximité de l'axe de pénétration constitué par l'Euphrate plus à l'est, et par l'importance des communications internes sur le Levant du IIe millénaire. Les marins de Mahadou menaient des expéditions sur un rayon de plus de 600 km autour du port. Principal port d'un royaume très tourné vers la mer, Mahadou a sans aucun doute été d'une grande importance pour celui-ci, et même au-delà, au niveau international, tant la ville d'Ougarit était cosmopolite et voyait transiter des produits de divers horizons.
Après la chute du royaume d’Ougarit sous les coups des Peuples de la mer vers le début du XIIe siècle av. J.-C., Mahadou connaît probablement une phase de déclin voire d’abandon. Mais elle est repeuplée vers le début du Ve siècle av. J.-C., et durant l’époque hellénistique, comme l’attestent des céramiques grecques que l’on y a retrouvées. Son nom était alors Leukos Limen, « Port blanc », donc l’origine du nom actuel du site.